# James Battersby
James Stewart "Jim" Battersby (født 5. november 1958) er en australsk tidligere roer.
Battersbys første store resultat kom, da han som del af den australske otter vandt VM-bronze i 1983. Ved OL 1984 i Los Angeles var han igen med i otteren, hvis besætning her foruden Battersby bestod af Craig Muller, Clyde Hefer, Tim Willoughby, Samuel Patten, Ian Edmunds, Ion Popa, Stephen Evans og styrmand Gavin Thredgold. Australierne blev toer i indledende heat og vandt derpå opsamlingsheatet. I finalen vandt Canada guld, USA sølv, mens australierne hentede tredjepladsen.

## OL-medaljer
- 1984:  Bronze i otter